# Gola Dzierżoniowska slot
Gola Dzierżoniowska slot er et slot i Polen. Det blev bygget i sidste halvdel af 1500-tallet i byen Gola Dzierżoniowska i Voivodskabet Województwo dolnośląskie i den sydvestlige del af landet.
50°44′11″N 16°47′25″Ø / 50.73639°N 16.79028°Ø